# Atoma
Atoma jedanaesti je studijski album švedskog melodičnog death metal sastava Dark Tranquillity. Objavljen je 4. studenoga 2016., a objavila ga je diskografska kuća Century Media Records. Prvi je studijski album sastava s novim basistom Andersom Iwersom koji zamijenio izvonog člana Martina Henrikssona (također ritam gitarist) koji napustio sastava u 2016. godine. Atoma posljednji je album sastava s izvornim članom Niklasom Sundinom, koji napustio sastava u ožujku 2020. godine.
Dvije pjesme, "The Absolute" i "Time Out of Place" bio je snimljeno tijekom snimanja albuma, no su objavljen na bonus disku u ograničenom izdanju. Pjesma "Reconstruction Time Again" bio je objavljen na japonskom izdanju.
Kao gost na pjesma "Force of Hand" na glavnu gitaru svira Björn Gelotte, gitarist sastava In Flames. Na pjesma "Forward Momentum" pjeva Annelie Johansson.

## Popis pjesama
Tekstovi: Mikael Stanne. 
| 1.    | »Encircled«              | Martin Brändström     | 3:32 |
| 2.    | »Atoma«                  | Anders Jivarp         | 4:19 |
| 3.    | »Forward Momentum«       | Jivarp                | 3:40 |
| 4.    | »Neutrality«             | Jivarp                | 4:17 |
| 5.    | »Force of Hand«          | Jivarp, Niklas Sundin | 4:22 |
| 6.    | »Faithless by Default«   | Sundin, Brändström    | 4:31 |
| 7.    | »The Pitiless«           | Jivarp                | 4:08 |
| 8.    | »Our Proof of Life«      | Sundin                | 4:22 |
| 9.    | »Clearing Skies«         | Brändström            | 3:33 |
| 10.   | »When the World Screams« | Jivarp, Brändström    | 3:57 |
| 11.   | »Merciless Fate«         | Brändström            | 4:22 |
| 12.   | »Cave and Embers«        | Sundin                | 4:30 |
| 49:33 |                          |                       |      |

## Zasluge
| Dark Tranquillity - Anders Jivarp – bubnjevi - Niklas Sundin – gitara, grafički dizajn - Mikael Stanne – vokali - Martin Brändström – elektronika, produkcija - Anders Iwers – bas-gitara Dodatni glazbenici - Annelie Johansson – prateći vokali (pjesma 3.) - Björn Gelotte – glavna gitara (pjesma 5.) | Ostalo osoblje - Jens Borgen – mastering - David Castillo – mix - Linus Corneliusson – pomoćni mix - Dirk Behlau – fotografije |

## Ljestvice
| Ljestvica (2016.)   | Najviša pozicija |
| ------------------- | ---------------- |
| Austrija            | 40.              |
| Belgija (Flandrija) | 80.              |
| Belgija (Valonija)  | 88.              |
| Francuska           | 108.             |
| Njemačka            | 23.              |
| Italija             | 47.              |
| Japan               | 64.              |
| Švedska             | 2.               |
| Švicarska           | 36.              |